# Bucovăț (Dumbrava), Timiș
Bucovăț este un sat în comuna Dumbrava din județul Timiș, Banat, România.

## Localizare
Satul Bucovăț se află localizat în partea estică a județului Timiș, în apropierea orașului Făget, între municipiile Lugoj și Deva.
Distanțe rutiere:
Dumbrava – 5 km 

Făget – 11 km 

Lugoj – 33 km 

Timișoara – 92 km 

Deva – 75 km 

București – 461 km
Căi de acces:
Accesul rutier se face în principal pe DN68A/E673 Lugoj (TM) – Ilia (HD), iar apoi din comuna Dumbrava până în localitatea Bucovăț pe DJ694 Dumbrava (TM) – Fârdea (TM), drum asfaltat.
Accesul feroviar se face pe magistrala secundară de cale ferată CFR 212 Lugoj (TM) – Ilia (HD), prin intermediul haltei Răchita (comuna Dumbrava), aflată la o distanță de 6 km, sau prin intermediul gării orașului Făget, gară aflată la o distanță de 10 km.
Aeroportul cel mai apropiat este Aeroportul Internațional „Traian Vuia” Timișoara, aflat la o distanță de 96 km.

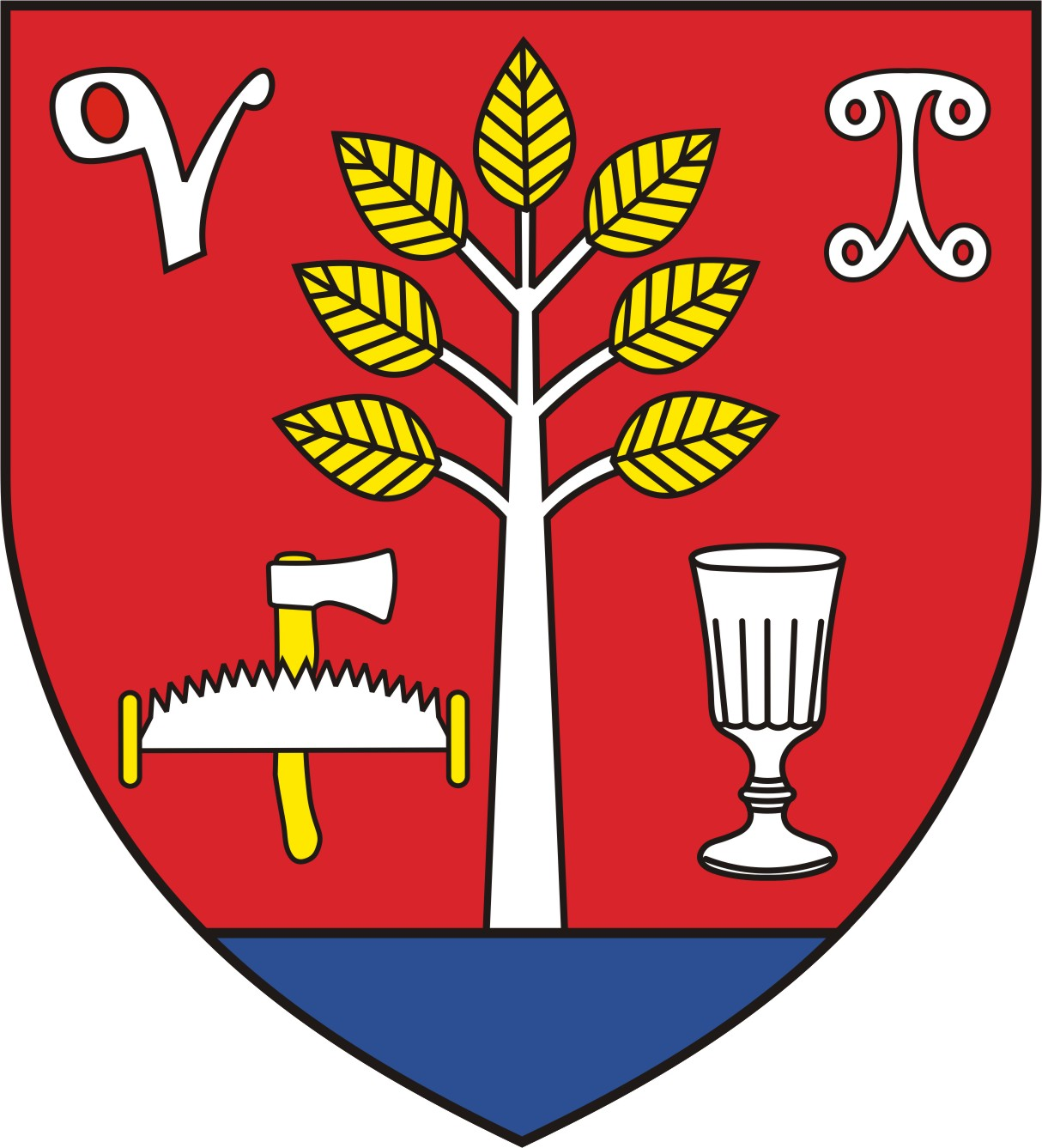
Stemă
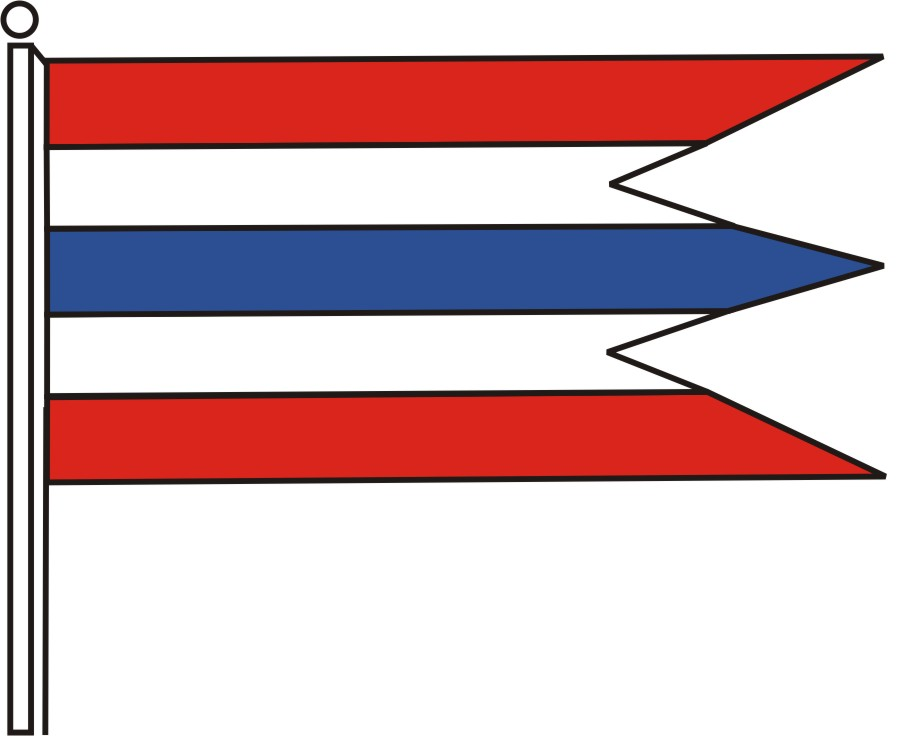
Drapel

Localități învecinate:
- nord-vest: Dumbrava
- nord: Begheiu Mic
- vest: Traian Vuia
- sud-vest: Surducu Mic
- sud: Fârdea
- sud: Mâtnicu Mic și Nădrag
- sud-est: Drăgșinești

Stemă și drapel:
- Stemă
- Drapel

## Istorie

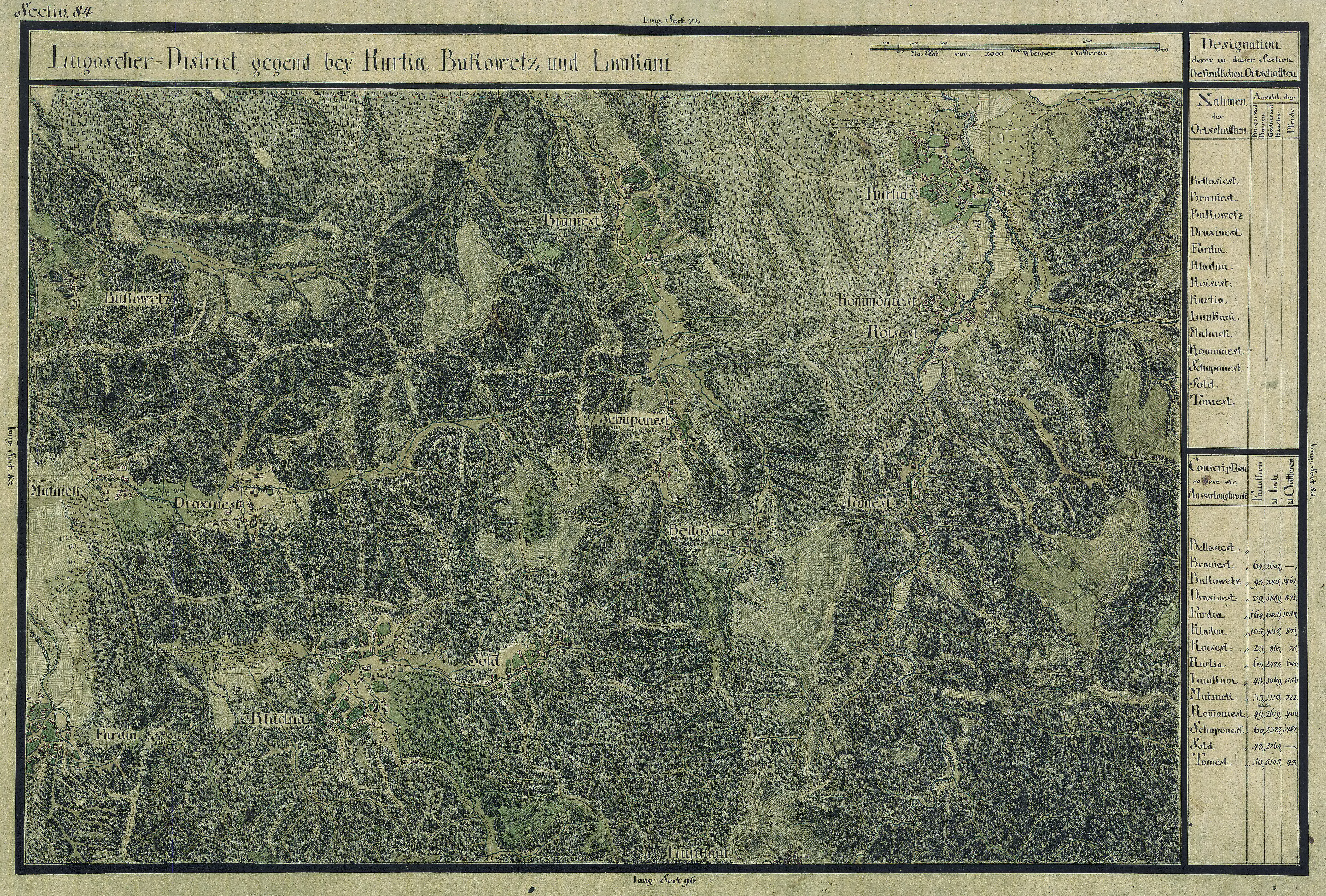
l. Bucovăț în Harta Iosefină a Banatului, 1769-72

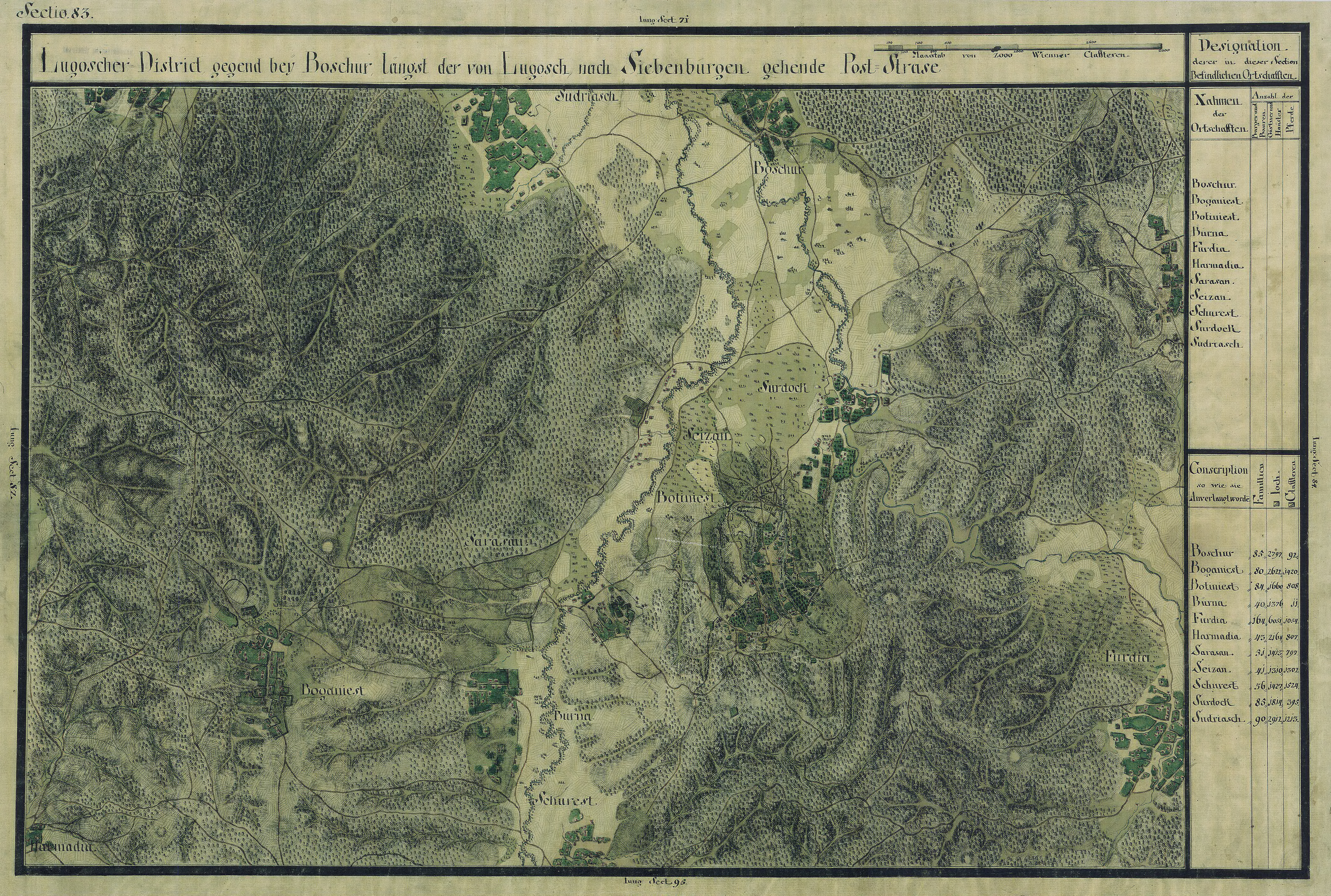
ll. Bucovăț în Harta Iosefină a Banatului, 1769-72

Localitatea Bucovăț este atestată documentar încă din anul 1440, când aceasta aparținea de Cetatea Șoimoș, Lipova.
Denumiri care apar de-a lungul timpului în documente:
♦       1440: Bujocz, Bwkocz 
♦	1477: Bwkowcz, Bukócz 
♦	1514/16: Bwkwecz 
♦	1596: Bukuvetz 
♦	1717: Bukovecz 
♦	1769/72 Bukowetz 
♦	1808: Bukovecz
♦       1888: Krassóbükk
♦	1913: Bukovec
♦	1909/19: Bucovăț
♦	1924/25: Bucoveți
Descoperiri arheologice:
□ Movile de pământ
La sud de Pârâul Livezi și de drumul spre Bucovăț care vine de la Dumbrava, precum și în apropiere de confluența Pârâului Priba cu Pârâul Livezi au fost depistate patru sau cinci movile de pământ cu diametrele cuprinse între 20 și 30 m și înălțimea între 0,75 și 2 m. De asemenea, în vatra satului, pe ulița ce urcă de la biserică spre vest, la circa 200 m de biserică, spre sud, într-o grădină, se conturează o movilă de pământ înaltă de 1,5 m, având diametrul de circa 30 m.
□ Descoperiri monetare
Pe teritoriul localității se semnalează descoperiri monetare aparținând perioadei secolelor II î.Chr. - II d.Chr.

## Populație

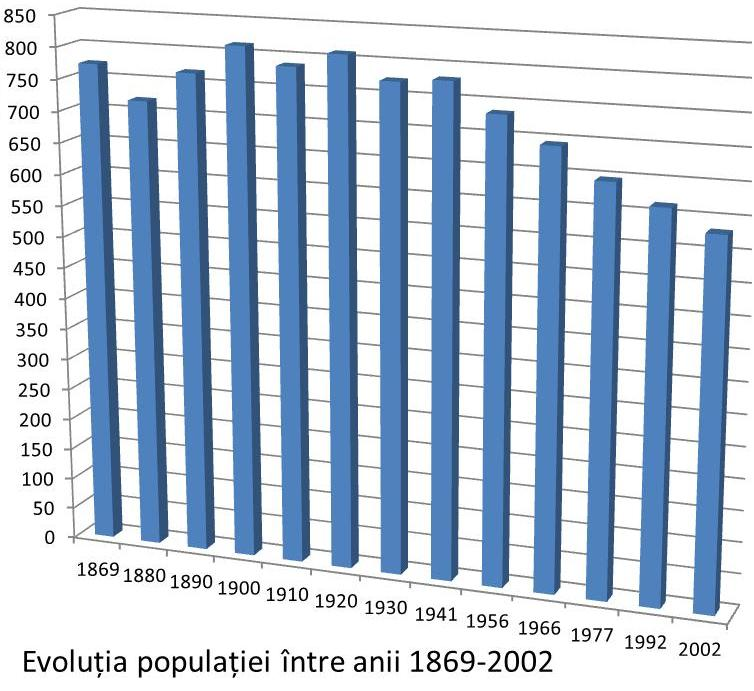
Bucovăț - Demografie

Evoluția demografică a populației în perioada 1869-2002 este următoarea:
Populația localității a fost întotdeauna alcătuită majoritar din români.

## Religie
Prima consemnare privind existența unui lăcaș de cult pe teritoriul localității apare în anul 1780, când aici exista o biserică ortodoxă din lemn în locul numit „coasta bisericii”, biserică care între timp s-a distrus, în momentul de față doar o cruce ridicată pe acel loc mai amintind de existența sa.
În momentul de față localitatea dispune de următoarele lăcașuri de cult:
□  Biserica ortodoxă "Adormirea Maicii Domnului" - construită în anul 1920 aparține de Mitropolia Banatului, Arhiepiscopia Timișoarei, Protopopiatul Făget;
□ Biserica baptistă "Maranata" - construită în anii ’90 pe locul vechii biserici baptiste datând din anul 1905;
]
□  Casă de rugăciune penticostală - înființată în anul 2006;
| Structura populației după religie în perioada 1869-2002: | Structura populației după religie în perioada 1869-2002: | Structura populației după religie în perioada 1869-2002: | Structura populației după religie în perioada 1869-2002: | Structura populației după religie în perioada 1869-2002: | Structura populației după religie în perioada 1869-2002: | Structura populației după religie în perioada 1869-2002: | Structura populației după religie în perioada 1869-2002: | Structura populației după religie în perioada 1869-2002: | Structura populației după religie în perioada 1869-2002: | Structura populației după religie în perioada 1869-2002: | Structura populației după religie în perioada 1869-2002: | Structura populației după religie în perioada 1869-2002: |
| Anul                                                     | Total                                                    | Ortodocși                                                | Greco-catolici                                           | Romano-catolici                                          | Reformați                                                | Luterani                                                 | Unitarieni                                               | Iudei                                                    | Baptiști                                                 | Penticostali                                             | Adventiști                                               | Altele                                                   |
| -------------------------------------------------------- | -------------------------------------------------------- | -------------------------------------------------------- | -------------------------------------------------------- | -------------------------------------------------------- | -------------------------------------------------------- | -------------------------------------------------------- | -------------------------------------------------------- | -------------------------------------------------------- | -------------------------------------------------------- | -------------------------------------------------------- | -------------------------------------------------------- | -------------------------------------------------------- |
| 1869                                                     | 773                                                      | 744                                                      | 5                                                        | 18                                                       | 0                                                        | 6                                                        | 0                                                        | 0                                                        | -                                                        | -                                                        | -                                                        | 0                                                        |
| 1880                                                     | 720                                                      | 711                                                      | 0                                                        | 7                                                        | 0                                                        | 0                                                        | 0                                                        | 2                                                        | -                                                        | -                                                        | -                                                        | 0                                                        |
| 1890                                                     | 768                                                      | 758                                                      | 0                                                        | 9                                                        | 1                                                        | 0                                                        | 0                                                        | 0                                                        | -                                                        | -                                                        | -                                                        | 0                                                        |
| 1900                                                     | 814                                                      | 813                                                      | 0                                                        | 1                                                        | 0                                                        | 0                                                        | 0                                                        | 0                                                        | -                                                        | -                                                        | -                                                        | 0                                                        |
| 1910                                                     | 787                                                      | 786                                                      | 1                                                        | 0                                                        | 0                                                        | 0                                                        | 0                                                        | 0                                                        | -                                                        | -                                                        | -                                                        | 0                                                        |
| 1930                                                     | 774                                                      | 743                                                      | 0                                                        | 0                                                        | 0                                                        | 0                                                        | 0                                                        | 0                                                        | 30                                                       | -                                                        | 0                                                        | 1                                                        |
| 1992                                                     | 615                                                      | 514                                                      | 0                                                        | 0                                                        | 0                                                        | 0                                                        | 0                                                        | 0                                                        | 95                                                       | 5                                                        | 1                                                        | 0                                                        |
| 2002                                                     | 582                                                      | 472                                                      | 0                                                        | 0                                                        | 0                                                        | 0                                                        | 0                                                        | 0                                                        | 104                                                      | 6                                                        | 0                                                        | 0                                                        |

## Educație
În sat funcționează o grădiniță cu program normal și o școala primară cu clasele l-lV. În trecut a funcționat în sat o școală generală cu clasele l-Vlll. În prezent există transport școlar pentru elevii din clasele V-Vlll, care învață la școala generală din comuna Dumbrava. De asemenea, există și transport școlar pentru elevii de liceu care frecventează cursurile Liceului Teoretic „Traian Vuia” din orașul Făget.

## Cultură
Singura manifestare cultural-religioasă din sat are loc în preajma zilei de 15 august când se sărbătorește Adormirea Maicii Domnului. Cu această ocazie localitatea este în sărbătoare timp de 1-2 zile, în aceste zile având loc și ruga satului (nedeea), ocazie cu care cei care au părăsit localitatea, rudele celor din sat, precum și locuitori din localitățile învecinate se adună în curtea școlii unde au loc manifestări folclorice cuprinzând muzică și dansuri populare, începând de seara și terminând a doua zi dimineața.
Satul face parte din zona etnografică Făget, particularizată prin inepuizabilul tezaur de creații autentice transpuse atât în cantec cât și în basm, proză populară sau folclor muzical.
Casele vechi din lemn și porțile sculptate, care încă se mai găsesc în sat, prezintă un farmec deosebit.
Localitatea dispune si de un camin cultural, care însă găzduiește foarte rar activități cultural-artistice.

## Economie
Datorită pământurilor roditoare, ocupația de bază a locuitorilor este agricultura. Cultivarea legumelor și a cerealelor, pomicultura (în special cireși și pruni, dar și meri, peri, caiși, vișini, nuci etc.), precum și creșterea animalelor sunt principalele îndeletniciri ale sătenilor, îndeletniciri care s-au transmis din generație în generație, în sat neexistând nici colectivizarea din timpul regimului comunist.
Satul este recunoscut pentru țuica tradițională produsă din prune, care este apreciată pentru gustul si puritatea ei, dar și pentru cireșele de toate soiurile care se vând în piețele din orașele apropiate.
La marginea satului dealurile sunt acoperite în general de păduri de stejar, fag, carpen, plop și frasin, asigurând locuitorilor satului necesarul de lemn pentru încălzire, dar fiind și o altă sursă de venituri pentru aceștia.
Rata șomajului este destul de ridicată. Majoritatea persoanelor angajate lucrează în sistemul bugetar sau la firme private din orașul Făget, în special în industria ușoara și în industria de prelucrare a lemnului.

## Infrastructură și utilități
Infrastructură:
Satul este străbătut de drumul județean DJ694 Dumbrava (TM) – Fârdea (TM), drum asfaltat, aflat într-o stare relativ bună. În sat toate strazile sunt asfaltate.
La o distanță de aproximativ 3 km de sat, între Bucovăț și comuna Dumbrava, trece autostrada (Autostrada A1) Arad - Timișoara – Lugoj – Deva – Sibiu – Pitești – București.

## Hidrografie
Rețeaua hidrografică este formată exclusiv din pâraie, care izvorăsc de pe teritoriul localității și se varsă apoi în râul Bega:
□ Pârâul Bucovăț
□ Pârâul Bălășina
□ Pârâul Priba
□ Pârâul Livezi

## Atracții turistice
Principalele atracții turistice din zonă sunt:
- Lacul Surduc – lac de acumulare și de agrement aflat la sud de localitatea Bucovăț, la o distanță de cca. 3 km de aceasta, pe teritoriul comunei Fârdea.
- Munții Poiana Ruscă – aflați la aproximativ 10 km sud-est de localitate.

Zona este preferată de asociații ale vânătorilor și pescarilor, dar și de cei care vor să petreacă timpul liber în mijlocul naturii.